# Freundel Stuart
Freundel Stuart (ur. 27 kwietnia 1951) – barbadoski polityk, deputowany do parlamentu, wicepremier i minister spraw wewnętrznych w latach 2008–2010, premier Barbadosu od 23 października 2010 do 25 maja 2018.

## Życiorys
Freundel Stuart w 1975 ukończył nauki polityczne (licencjat) na Uniwersytecie Indii Zachodnich w Cave Hill w parafii Saint Michael na Barbadosie. W 1980 uzyskał tytuł LL.B (Bachelor of Laws), a w 1980 tytuł LL.M (Master of Laws) w zakresie prawa międzynarodowego na tej uczelni. W 1984 zdał egzamin prawniczy i rozpoczął własną praktykę adwokacką. 
Wstąpił do Demokratycznej Partii Pracy (DLP), zajmując w jej szeregach różne stanowiska, w tym stanowisko przewodniczącego. W latach 1994–1999 był deputowanym do Izby Zgromadzenia z okręgu St. Philip South. Od 2003 do 2007 sprawował mandat senatora. Po zwycięstwie DLP w wyborach parlamentarnych, 16 stycznia 2008 ponownie objął mandat deputowanego do Izby Zgromadzenia, tym razem z okręgu St. Michael South. Wszedł w skład rządu premiera Davida Thompsona, w którym zajął urząd wicepremiera, ministra spraw wewnętrznych oraz prokuratura generalnego. 
W 2010 kilkakrotnie pełnił obowiązki szefa rządu w czasie nieobecności w kraju premiera Thompsona spowodowanej podejmowaniem terapii medycznej raka trzustki, w tym od lipca do sierpnia 2010 oraz od września 2010. 23 października 2010, po śmierci Davida Thompsona objął stanowisko premiera Barbadosu. Został zaprzysiężony przez gubernatora generalnego Clifforda Husbandsa. 
W wyborach parlamentarnych z 21 lutego 2013 Demokratyczna Partia Pracy, pierwszy raz pod jego przewodnictwem, zdobyła 16 z 30 mandatów w Izbie Zgromadzenia i utrzymała się u władzy. 28 lutego 2013 Stuart powołał nowy rząd, składający się w większości z urzędujących ministrów. 25 maja 2018 zakończył pełnienie funkcji premiera po przegranych wyborach.
Freundel Stuart nie jest żonaty, ma jedną córkę.